# HD112381
HD112381 — хімічно пекулярна зоря спектрального класу A0, що має видиму зоряну величину в смузі V приблизно  6,5.
Вона  розташована на відстані близько 329,1 світлових років від Сонця.

## Пекулярний хімічний склад
Зоряна атмосфера HD112381 має підвищений вміст 
Si
.

## Магнітне поле
Спектр даної зорі вказує на наявність магнітного поля у її зоряній атмосфері.
Напруженість повздовжної компоненти поля оціненої з аналізу
становить 3402,5± 244,7 Гаус.